# 勒庞蒂尼
勒庞蒂尼（法語：Repentigny，法語發音：[ʁəpɑ̃tiɲi] ⓘ）是加拿大魁北克省的城市，是蒙特利尔的郊区，总面积71.25平方千米，2021年人口86,100。